# ローリー・マクドナルド (映画プロデューサー)
ローリー・マクドナルド（Laurie MacDonald、1953年12月19日 - ）は、アメリカ合衆国の映画プロデューサー。女性。

## 人物
夫のウォルター・F・パークスと共にドリームワークスの設立・経営に参加、その映画作品をプロデュースしている。特に『メン・イン・ブラックシリーズ』や『ザ・リングシリーズ』のプロデュースで知られる。

## 主なプロデュース作品
- キルトに綴る愛 How to Make an American Quilt (1995) ※
- ツイスター Twister (1996) ※
- トリガー・エフェクト The Trigger Effect (1996) ※
- メン・イン・ブラック Men in Black (1997)
- ピースメーカー The Peacemaker (1997) ※
- アミスタッド Amistad (1997) ※
- マスク・オブ・ゾロ The Mask of Zorro (1998) ※
- グラディエーター Gladiator (2000) ※
- メン・イン・ブラック Men in Black: The Series (1997-2001) テレビドラマ ※
- タイムマシン The Time Machine (2002) ※
- メン・イン・ブラック2 Men in Black II (2002)
- タキシード The Tuxedo (2002) ※
- ザ・リング The Ring (2002)
- キャッチ・ミー・イフ・ユー・キャン Catch Me If You Can (2002) ※
- ターミナル The Terminal (2004)
- レモニー・スニケットの世にも不幸せな物語 Lemony Snicket's A Series of Unfortunate Events (2004)
- ザ・リング2 The Ring Two (2005)
- アイランド The Island (2005) ※
- 恋人はゴースト Just Like Heaven (2005)
- レジェンド・オブ・ゾロ The Legend of Zorro (2005)
- ルックアウト/見張り The Lookout (2007) ※
- 君のためなら千回でも The Kite Runner (2007) ※
- スウィーニー・トッド フリート街の悪魔の理髪師 Sweeney Todd: The Demon Barber of Fleet Street (2007)
- あの日、欲望の大地で The Burning Plain (2008)
- ゲスト The Uninvited (2009)
- 奇人たちの晩餐会 USA Dinner for Schmucks (2010)
- メン・イン・ブラック3 Men in Black 3 (2012)
- フライト Flight (2012)
- クロスボーンズ/黒ひげの野望 Crossbones (2014) テレビドラマ ※
- わたしはマララ He Named Me Malala (2015)
- Mr.&Mrs. スパイ Keeping Up with the Joneses (2016)
- ザ・リング/リバース Rings (2017)
- チューリップ・フィーバー 肖像画に秘めた愛 Tulip Fever (2017) ※
- フリーソロ Free Solo (2018) ※
- メン・イン・ブラック:インターナショナル Men in Black: International (2019)

※は製作総指揮。